# Воскресенська сільська рада (Приазовський район)
| Воскресенська сільська рада — колишній орган місцевого самоврядування у Приазовському районі Запорізької області з адміністративним центром у с. Воскресенка. Історична дата утворення: в 1943 році. Водоймища на території, підпорядкованій даній раді: р. Кизил-Ардик. Сільській раді були підпорядковані населені пункти: - с. Воскресенка - с. Іванівка - с. Новомиколаївка |

## Склад ради
Рада складалася з 14 депутатів та голови.

### Керівний склад ради
| ПІБ                              | Основні відомості                                            | Дата обрання | Дата звільнення |
| -------------------------------- | ------------------------------------------------------------ | ------------ | --------------- |
| Прокопенко Олександр Миколайович | Сільський голова, 1975 року народження, освіта, безпартійний | 26.03.2006   | 31.10.2010      |

Примітка: таблиця складена за даними джерела